# Kakariki norfolcký
Kakariki norfolcký (Cyanoramphus cookii) je papoušek z čeledi alexandrovití (Psittaculidae) endemický ostrovu Norfolk. Občas se považuje za poddruh kakarikiho rudočelého, kterému je velmi podobný. Původně byl hojně rozšířen po celém ostrově Norfolk, avšak zavlečení krys a koček, úbytek přirozeného prostředí, kompetice o potravu s krysami a kompetice o hnízdní stanoviště s introdukovanými ptáky způsobily jeho takřka úplné vymizení. Jeho populace se odhaduje na desítky, případně nižší stovky jedinců.

## Systematika
Druh poprvé popsal George Robert Gray v roce 1859 na základě exempláře ze sbírky sběratele Williama Bullocka. Gray druh pojmenoval Platycercus Cookii a chybně poznamenal, že se jedná o papouška z Nového Zélandu. Druhové jméno druhu cookii odkazuje k Jamesi Cookovi, který papouška na Norfolku zahlédl již v roce 1774 a napsal o něm, že stejní papoušci se vyskytují i na Novém Zélandu. V roce 1862 Gray popsal papouška z ostrova Norfolk, kterého pojmenoval jako Platycercus rayneri po dodavateli exempláře, kterým byl jakýsi Mr Rayner. V roce 1891 italský ornitolog Tommaso Salvadori potvrdil, že oba taxony jsou synonymní a v obou případech se jedná o kakarikiho z ostrova Norfolk.
Status kakarikiho norfolckého byl v minulosti hojně diskutován a v literatuře se dodnes objevuje, že se jedná o poddruh kakarikiho rudočelého, Cyanoramphus novaezelandiae cooki (viz např. Forshaw (2017)). Studie DNA z roku 2001 nicméně ukázala, že kakariki norfolcký je geneticky jasně odlišitelný klad od kakarikiho rudočelého a měl by se považovat za samostatný druh.

## Popis
Jedná se o poměrně velkého zeleného papouška s nápadným karmínově zbarveným čelem a karmínovými obličejovými páskami. Vzezřením je v podstatě totožný s kakarikim rudočelým, viz tamějsí popis.

## Biologie
Hřaduje většinou na hnízdišti, avšak může hřadovat i v jiných dutinách nebo v husté vegetaci. Nedospělí, méně zkušení jedinci mohou občas hřadovat i v otevřeném prostranství.
Může se rozmnožovat po celý rok, avšak k největším hnízdním aktivitám dochází koncem léta a na podzim. Většinou se poprvé páří ve 2. roce života, nicméně může se rozmnožovat již v 10 měsících. Hnízdí v dírách a dutinách živých i uschlých stromů, občas si hnízdo postaví i na zemi u základny kapradiny. Samice klade nejčastěji 3–4 a maximálně 9 vajec. Vejce jsou kladena ve 2 denních intervalech a samice začne inkubovat typicky po snesení 2. či 3. vejce. Inkubuje pouze samice po dobu kolem 21 dní, s rodičovskou péčí jí pomáhá samec. Ptáčata opouští hnízdo 6–7 týdnů po vyklubání a za další 3–5 týdnů jsou již plně samostatná. Někdy může docházet k zahnízdění na dvou místech současně, tzn. když jsou mláďata ve věku kolem 2 týdnů, samice může zahnízdit někde jinde. Tímto způsobem kakarikiové mohou vyvést i 4 snůšky ročně. Díky tomuto vysokém potenciálu populačního růstu se u druhu dobře vyhodnocují důsledky ochranných opatření, protože velmi brzy promítnou do celkové populace.

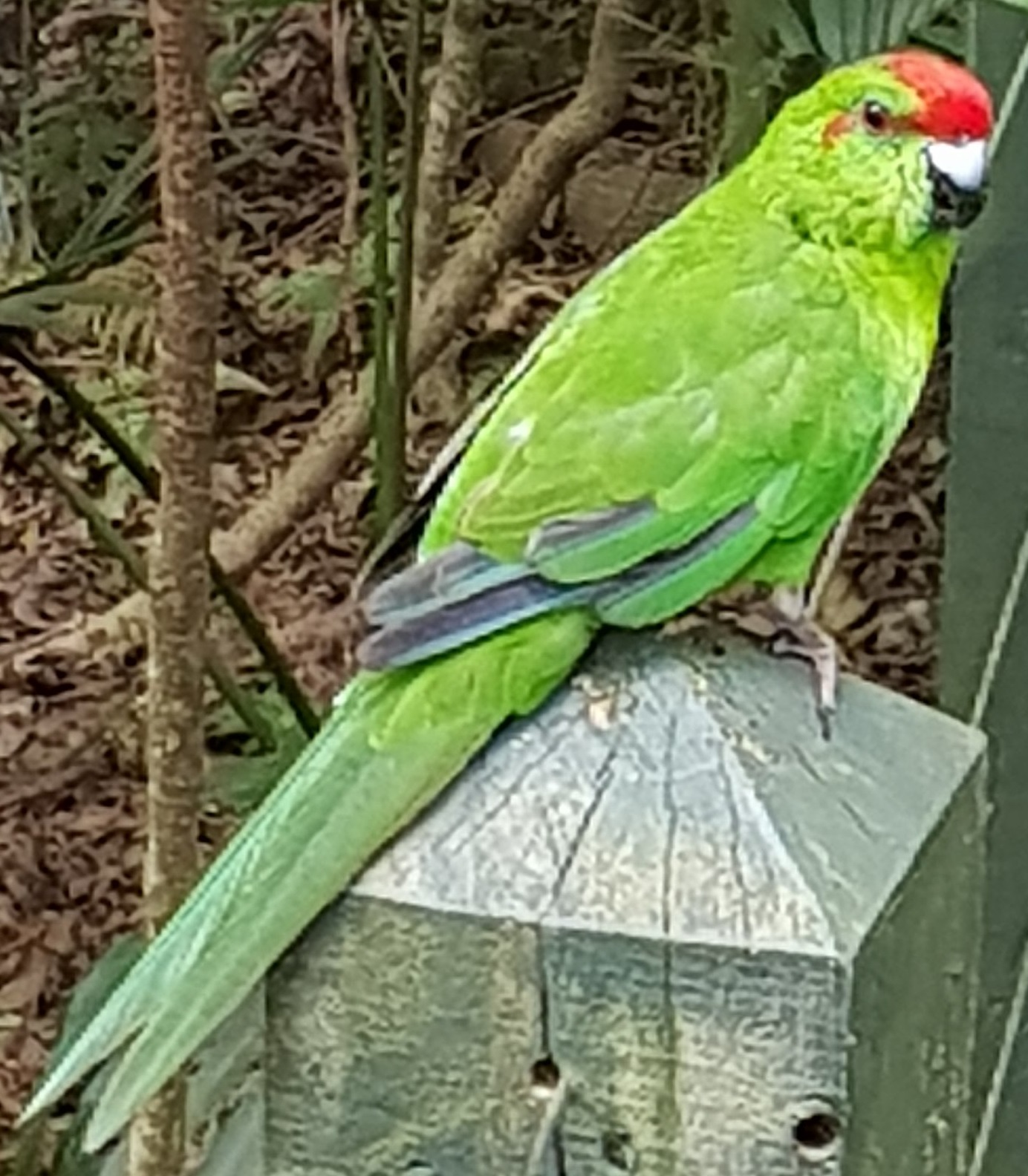
Kakariki norfolcký

Jedná se o potravní generalisty, nicméně nejdůležitějším zdroje potravy je ovoce palmy Rhopalostylis baueri, které tvoří až 44 % jídelníčku kakarikiů. K dalším důležitým zdrojů potravy patří blahočet ztepilý (Araucaria heterophylla), dodonea žláznatá (Dodonaea viscosa), introdukovaný olivovník evropský (Olea europaea subsp. cuspidata) a Psidium cattleyanum z čeledi myrtovitých.

## Rozšíření a populace
Kakariki norfolcký se vyskytuje se pouze na ostrově Norfolk. Jádro populace leží na severozápadě ostrova kolem hory Pitt (Mount Pitt), které se nachází v Norfolkském národním parku. Odhady celkové populace se v roce 2013 pohybovaly kolem 46–92 jedinců s pouhými 10 samicemi.

## Ohrožení
Kakariki norfolcký byl původně široce rozšířen po ostrově Norfolk a patrně i přilehlém Phillipově ostrově a Nepeanově ostrově. Krátce po objevu Norfolku Evropany koncem 18. století však začalo kakarikiů prudce obývat. Hlavní příčinou prudkého populačního poklesu bylo kácení pralesů, odstřel papoušků evropskými osadníky a predace vajec a mláďat zavlečenými predátory jako jsou krysy a kočky. Tlak na kakarikije se ještě zvýšil po introdukcí špačků obecných a rozelů Pennantových, kteří začali kakarikiům konkurovat v hnízdních stanovištích. Koncem 70. let 20. století zbývalo posledních cca 50 kakarikiů. Následkem ochranných opatření však začala populace kakarikiů stoupat. K těmto opatřením patřil odchyt koček, modifikace hnízdních otvorů tak, aby se do nich nedostaly krysy, a vědecký výzkum.
Krysy ohrožují kakarikije nejen přímým lovem, ale i tím, že se živí ovocem palmy Rhopalostylis baueri a představují tak významné potravní konkurenty kakarikiů. Nad zmíněná ohrožení populace trpí nízkou genetickou diverzitou, a proto je náchylná k inbrední depresi.